# Château de Montfleury
Pour l’article homonyme, voir Château de Montfleury (Savoie).
Le château de Montfleury est une villa située aux portes d'Aoste, rue du Petit-Saint-Bernard, considérée seulement par tradition comme l'un des châteaux valdôtains.

## Historique
La villa de Montfleury a été construite à l'origine sans doute en tant que lieu de culte d'une ferme qui appartenait à un couvent. Elle fut ensuite remaniée pour devenir un lieu de rencontres de la haute société, auxquelles prit part, entre autres, Xavier de Maistre. Elle a été enfin rachetée par ses propriétaires originaux.
Elle appartient aujourd'hui à l'Institut agricole régional de la Vallée d'Aoste, et, à partir de 2004, ici siège la section valdôtaine du Comité régional des communications (Co. Re. Com.).

## Position

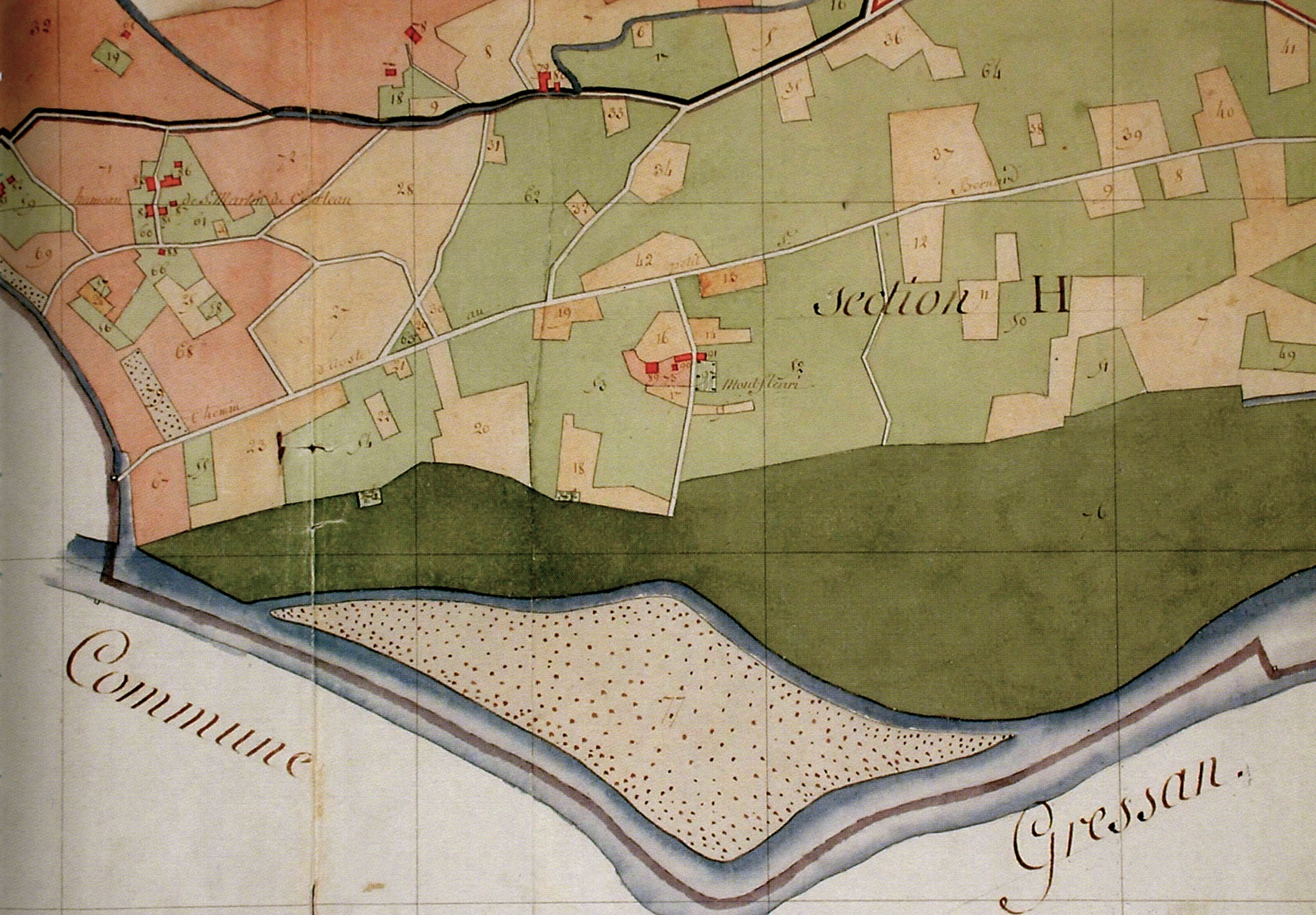
Détail des cartes du cadastre français de 1804.

Le toponyme dérive de la région du même nom, faisant partie du faubourg Saint-Martin-de-Corléans. Elle est citée officiellement dans le cadastre sarde d'Aoste en 1768, mais aussi en précédence : Montfleury apparaît dans la Charte des franchises de 1191 en tant que partie du faubourg Saint-Genis. La villa se situe sur un replat fertile au milieu de la plaine alluviale formée par la Doire baltée, mais elle est légèrement surélevée, sur une petite colline dénommée traditionnellement « Tertre de Mont fleuri » Selon Jean-Baptiste de Tillier, les régions de Saint-Martin-de-Corléans et de Montfleury, privées de châteaux et de maisons fortes, ont toujours été peu considérées, sauf pour la fertilité du sol.

## Histoire
On lit sur une plaque à l'entrée :

« VILLA DE MONT FLEURY
CETTE VILLA A ÉTÉ CONSTRUITE
PAR CLAUDE MICHEL BARILLIER
VERS 1780. LES BARILLIER
EN CONSERVÈRENT LA PROPRIÉTÉ
JUSQ'EN 1833 OÙ ELLE FUT ACHETÉE
PAR LE DR. MEDÉCIN EMMANUEL BICH
ET RESTE EN POSSESSION DE SA
FAMILLE JUSQU'EN 1887. A CETTE
DATE LA FAMILLE PERROD PIERRE
ALEXIS PERCEPTEUR EN DEVINT
PROPRIÉTAIRE JUSQ'EN 1950 OÙ
ELLE FUT ACQUISE PAR LA MAISON
DU GRAND SAINT BERNARD. »

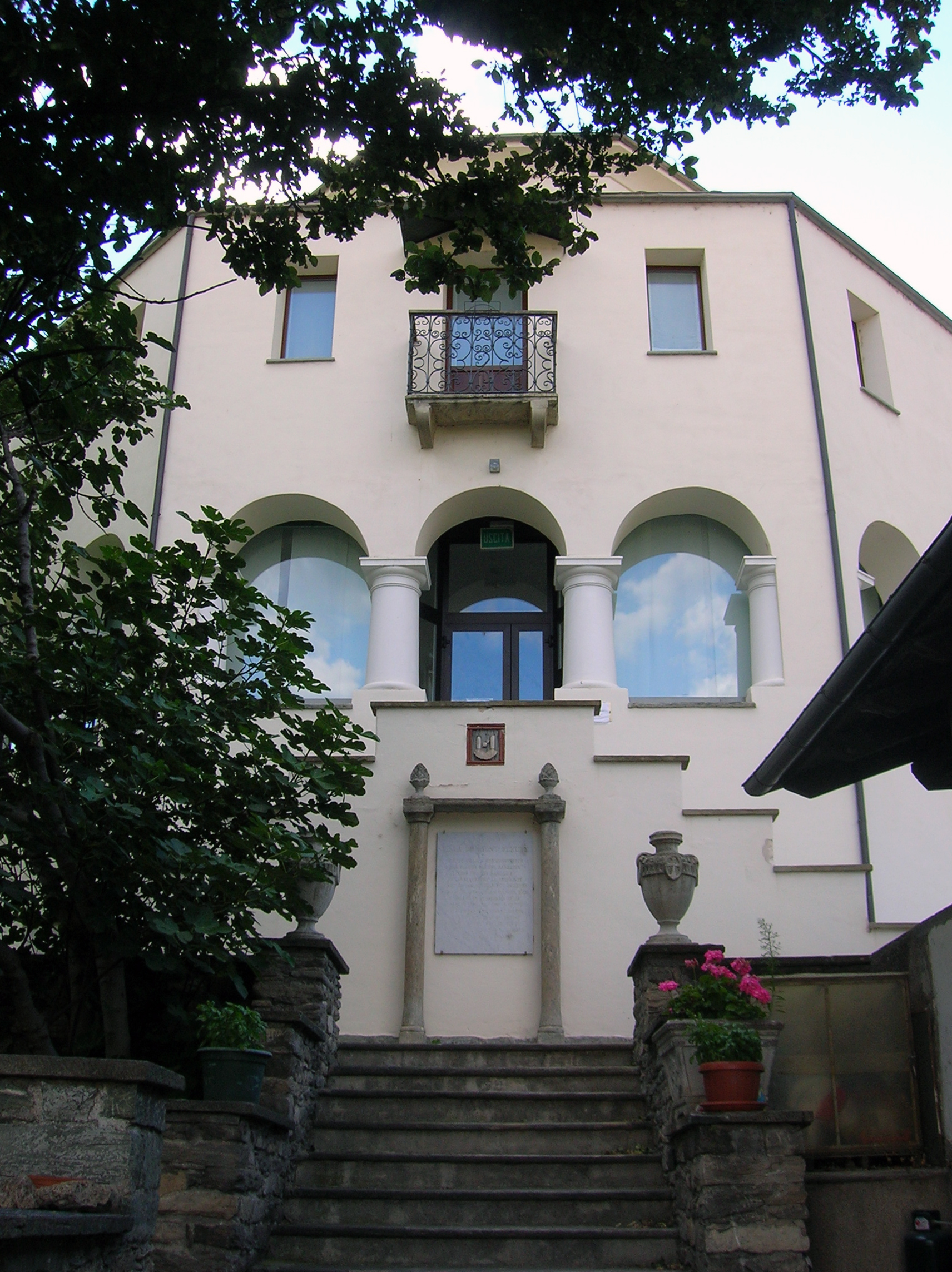
La façade à l'entrée : à noter, la plaque avec la liste des propriétaires, ajoutée aux années 1950.

Ces dates ne sont cependant pas fiables.

### Les origines: duXVIIesiècleau début duXVIIIesiècle
Les terrains de Montfleury entre le XVIIe et le XVIIIe siècle étaient fréquemment cédés à la suite d'unions de fermes et de propriétés. Souvent les sources confondent la villa de Montfleury avec le terrain de Champferré. Selon Lin Colliard, Montfleury était connu également comme Cartaz.

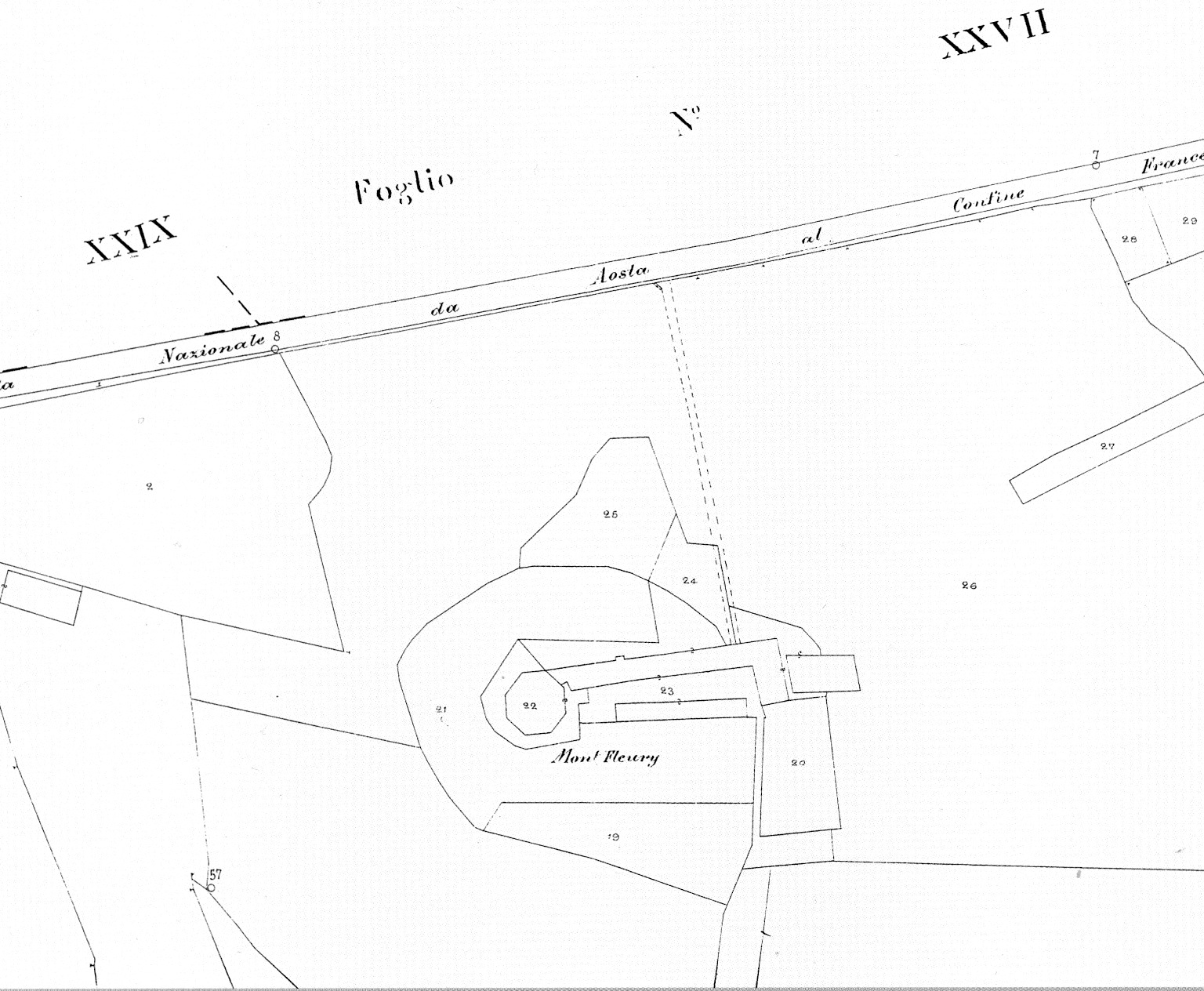
Carte cadastrale de 1890.

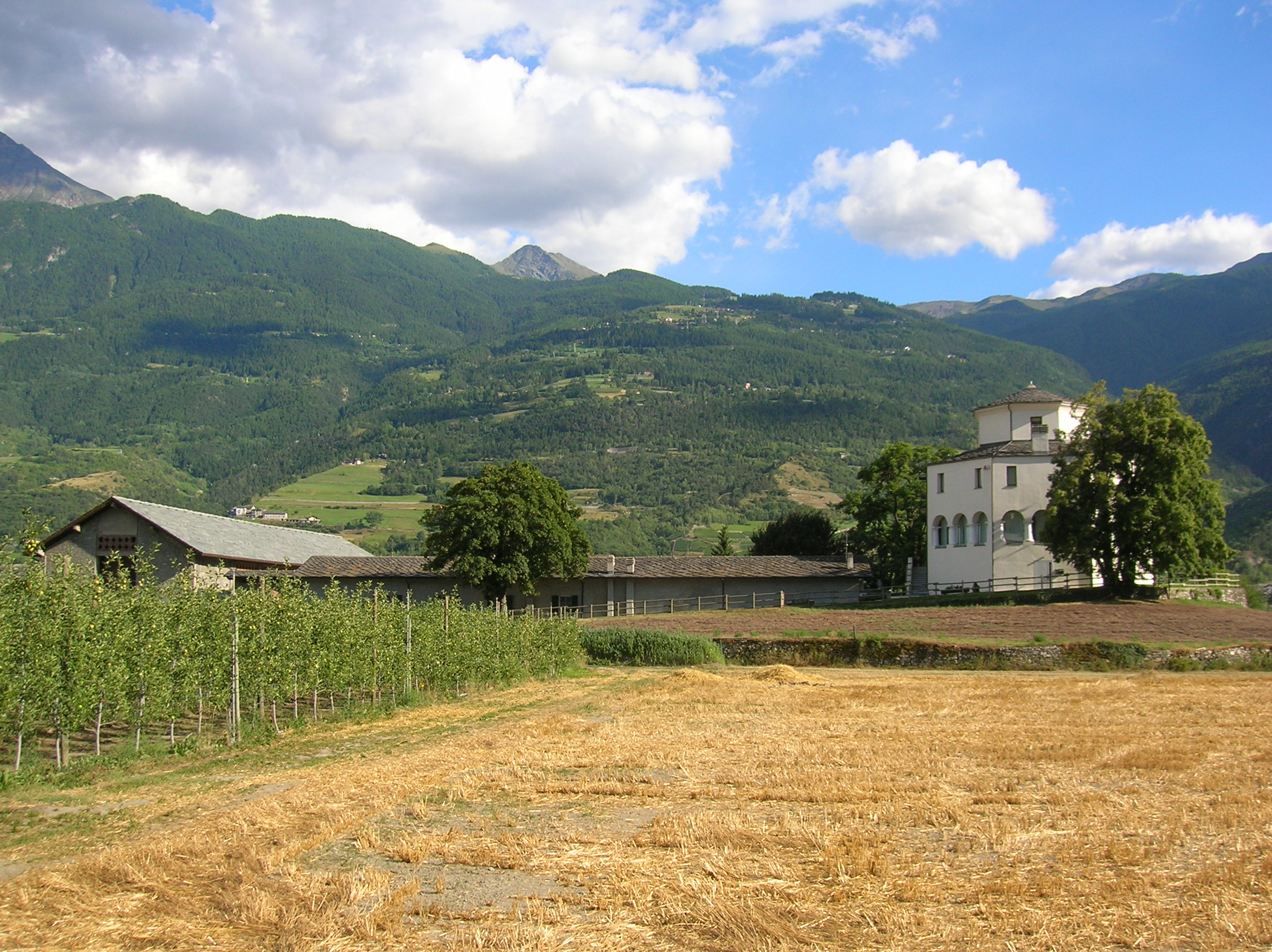
Le château en 2012.

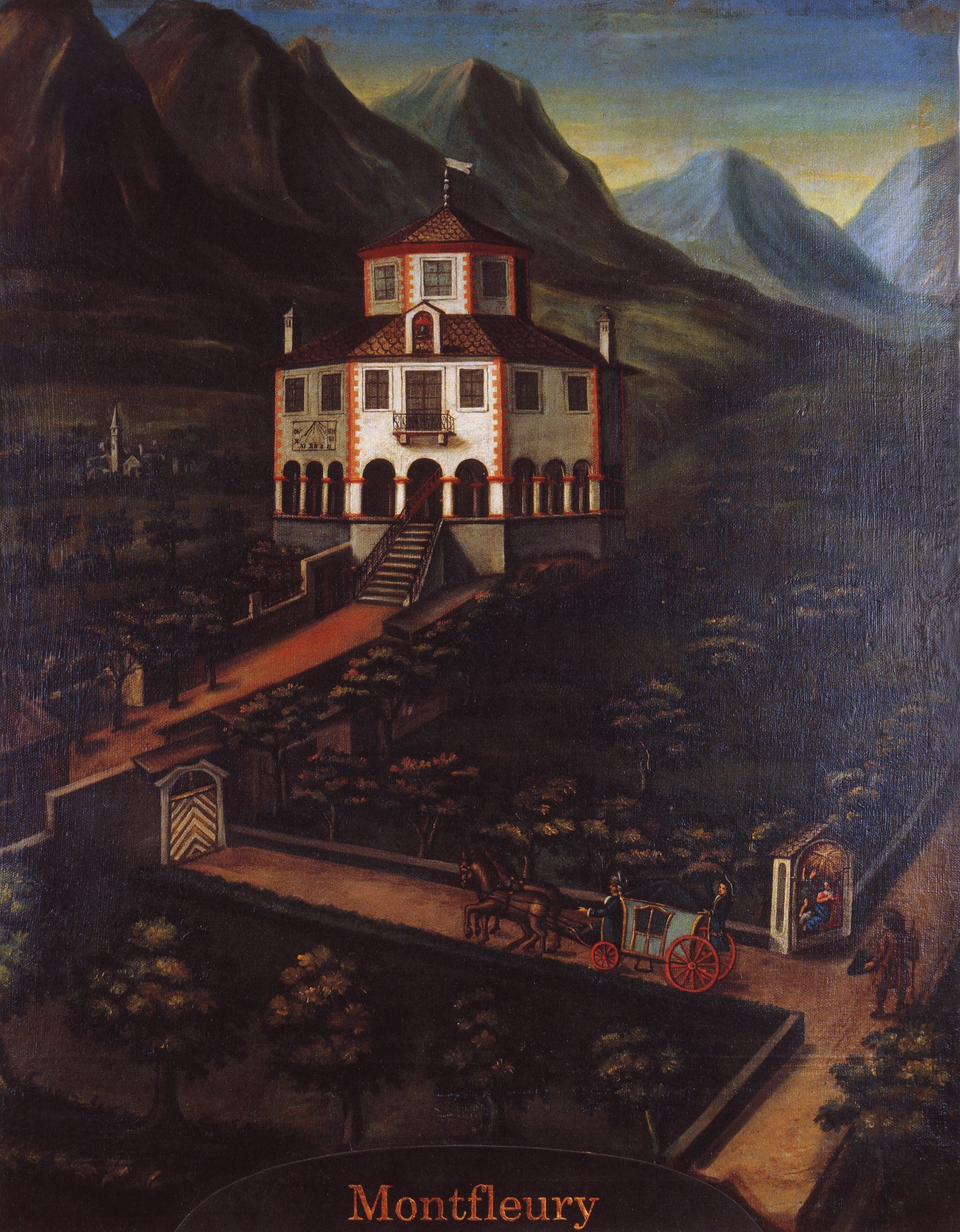
Peinture anonyme de la fin du XVIIIe siècle qui montre déjà les modifications voulues par Bariller.

Au XVIIe siècle certaines sources indique qu'il appartint aux nobles de Vallaise, qui la cédèrent en 1696 au couvent des Visitandines, sans pourtant que cela soit attesté par des documents fiables. Les notes du chanoine André Dominique Noussan sont en faveur de cette hypothèse :

« (...) il appartenait aussi à la Visitation comme la maison de Signayes (...) »

Joseph-Auguste Duc confirme que :

« Non loin du village de Saint-Martin-de-Corléans s'élève sur un tertre au milieu de riantes prairies, un édifice octogonale qui frappe le regard par sa forme singulière. C'est Montfleuri. Il appartenait jadis au couvent de la Visitation et constituait une de leurs fermes. »

Les Visitandines l'aurait ensuite cédé aux notaires Barillier.
Selon d'autres sources, le citoyen André-Joseph Millet l'avait acquis des nobles de Vallaise, mais son fils, l'avocat Grat-Joseph Millet, en 1731 l'aurait vendu aux Chanoines du Grand-Saint-Bernard. La bulle pontificale de scission émise en 1754 par Benoît XIV confie les propriétés valdôtaines à l'ordre des Saints-Maurice-et-Lazare, en privant de Montfleury en fait les chanoines du Grand-Saint-Bernard, qui ne le récupèrent qu'en 1950.
En 1745, Grat-Joseph Millet revend le revenu agricole des terrains au chanoine Pierre-François Bizel.

### La seconde moitié duXVIIIesiècle
Selon Lin Colliard, la villa aurait été construite à la suite de l'acte d'achat de la part des Barillier, à la fin du XVIIIe siècle. Les Barillier à cette époque avaient notamment fait bâtir le seul exemple d'architecture rococo à Aoste, la Maison Barillier.

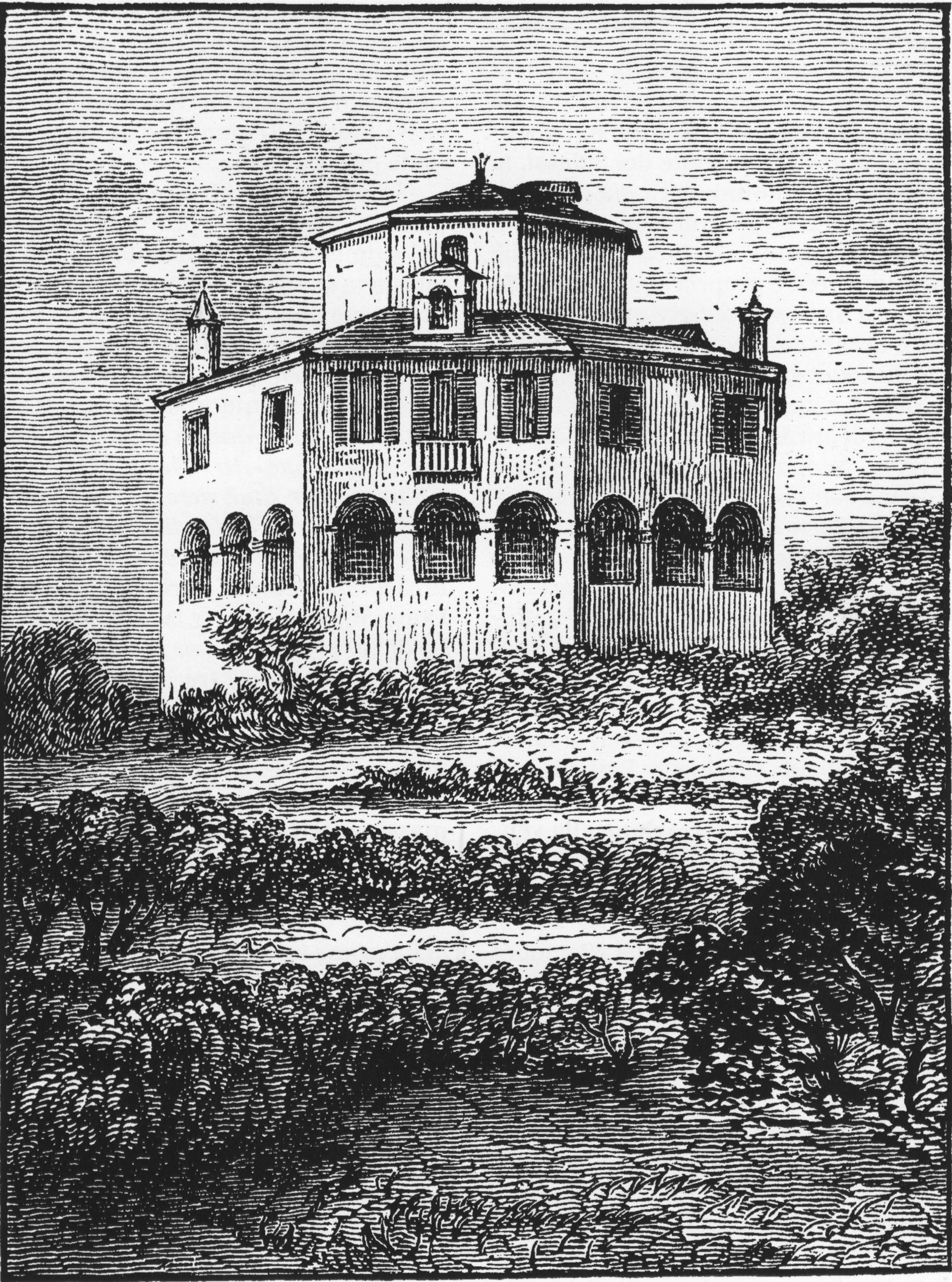
Incision sur bois anonyme, moitié du XVIIIe siècle.

En 1768, le «bien de grangeage de Montfleury» se composait ainsi : «trois domiciles et un château, cour et place, jardin, pré, champ, marais et vigne», pour un total de 10877 toises.
Sans aucun doute, l'édifice actuel remonte à la seconde moitié du XVIIIe siècle, probablement sur un bâtiment précédent.
Joseph-Auguste Duc cite une autre hypothèse, selon laquelle Montfleury aurait été cédé au négociant aostois Claude-Michel Barillier, beau-père du baron Emmanuel Bich, qui décida de décorer la structure pour en faire sa résidence estivale pour sa position le long de la route pour le Petit-Saint-Bernard et la France.
Montfleury a été le lieu de rencontres, entre autres galantes, à la fin du XVIIIe siècle, comme celles entre Xavier de Maistre et Marie-Dauphine Pétey, veuve du notaire Claude-Michel Barillier et propriétaire de la villa, avouées de façon cachées par l'écrivain savoisien dans Voyage autour de ma chambre, publié en 1794.

### LeXIXesiècle

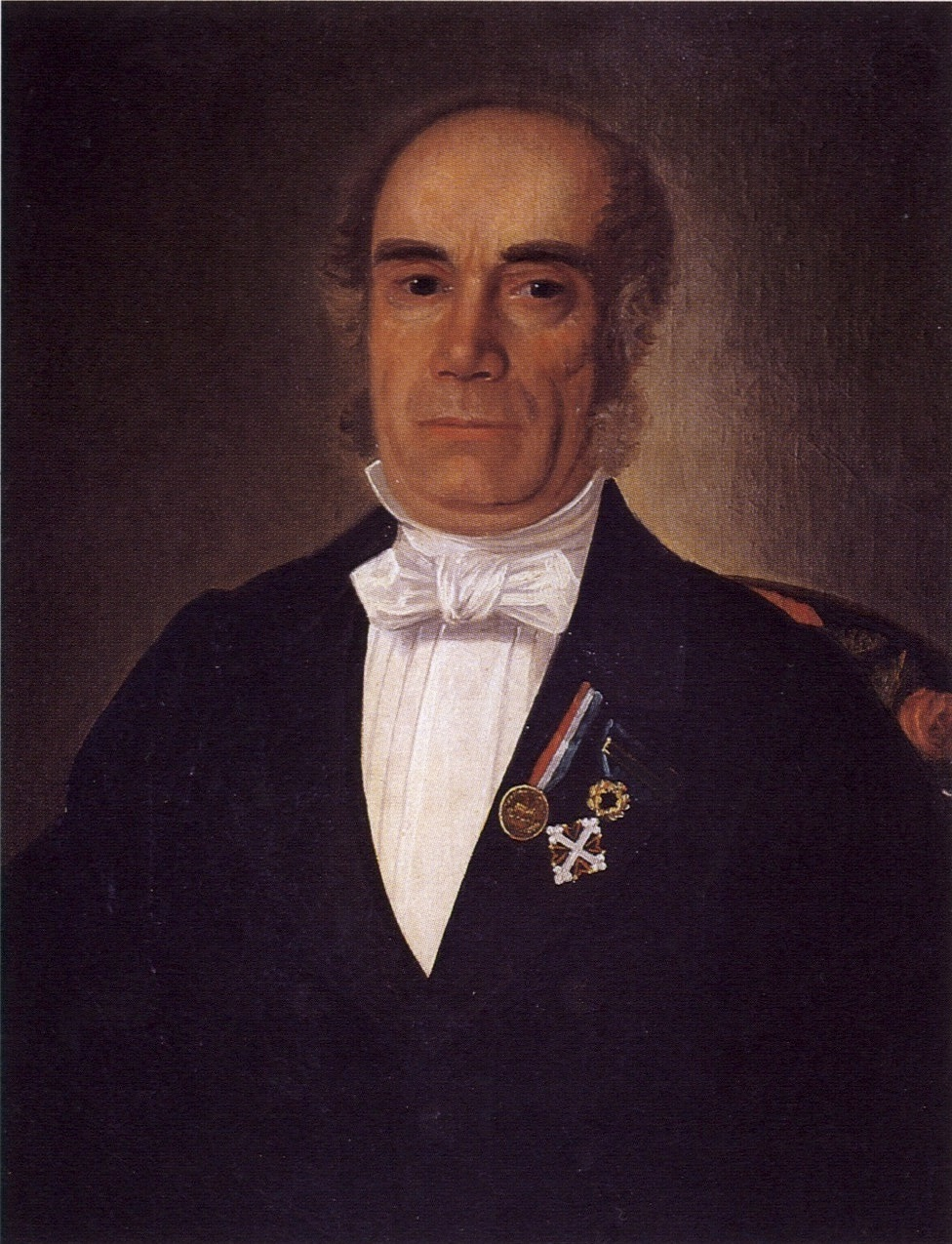
Portrait anonyme du baron Emmanuel Bich (1800-1866), époux le 10 décembre 1827 de Josephine-Aspasie Bich Barillier (1807-1864), dernière héritière de la famille de Tillier.

Montfleury fut acheté par le baron Emmanuel Bich (1800-1866) au début du XIXe siècle, selon André Zanotto en 1833. Il devint une propriété des notaires Perrod entre les années 1870 et 1880.

### DuXXesiècleà nos jours
En 1913, Montfleury appartenait à Henry Perrod. Les Perrod ont maintenu le château jusqu'en 1950, après qu'il fut cédé aux chanoines du Grand-Saint-Bernard, qui ont choisi de le destiner à l'école aostoise d'agriculture.
L'Institut agricole régional de la Vallée d'Aoste, fondé en 1951, gère certaines parties du château de Montfleury, notamment la villa et la ferme. À Montfleury siège également l'œnothèque régionale de la Vallée d'Aoste.
Le pape Jean-Paul II a célébré une messe sur les prés de Montfleury pour la Saint-Grat, saint patron de la Vallée d'Aoste, le 7 septembre 1986.
La villa a été ouverte au public en 2003 après trois ans de travaux de restauration.

## Architecture
La villa de Monfleury a un plan octogonal et un corps central massif avec des arcades à deux étages et une lanterne. Montfleury représente un exemple presque unique, si l'on exclut la maison Bal à Arensod (Sarre), sans doute à cause de l'esprit créatif de Claude Barillier.

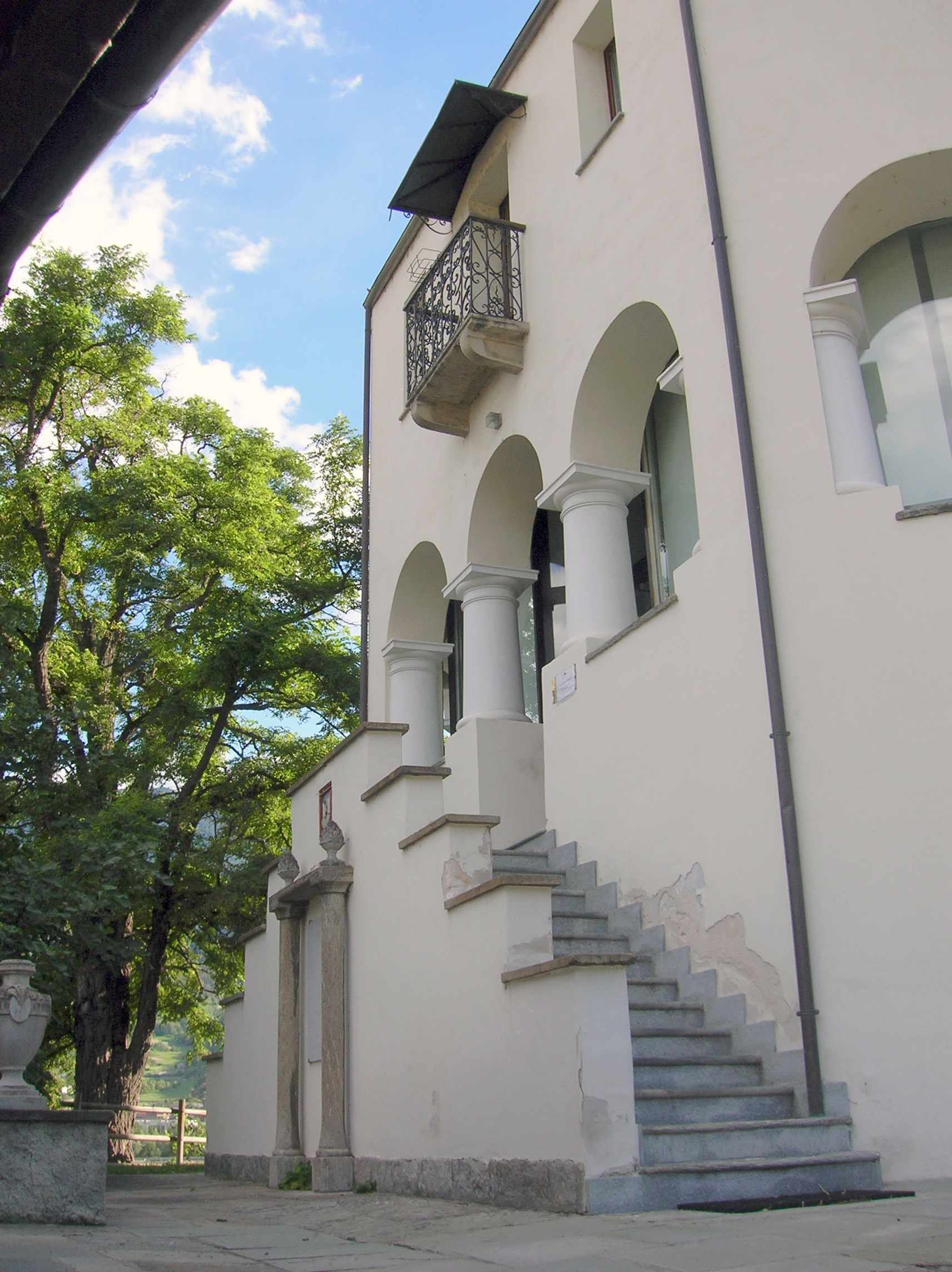
L'escalier voulu par le chanoine Loye aux années 1950.

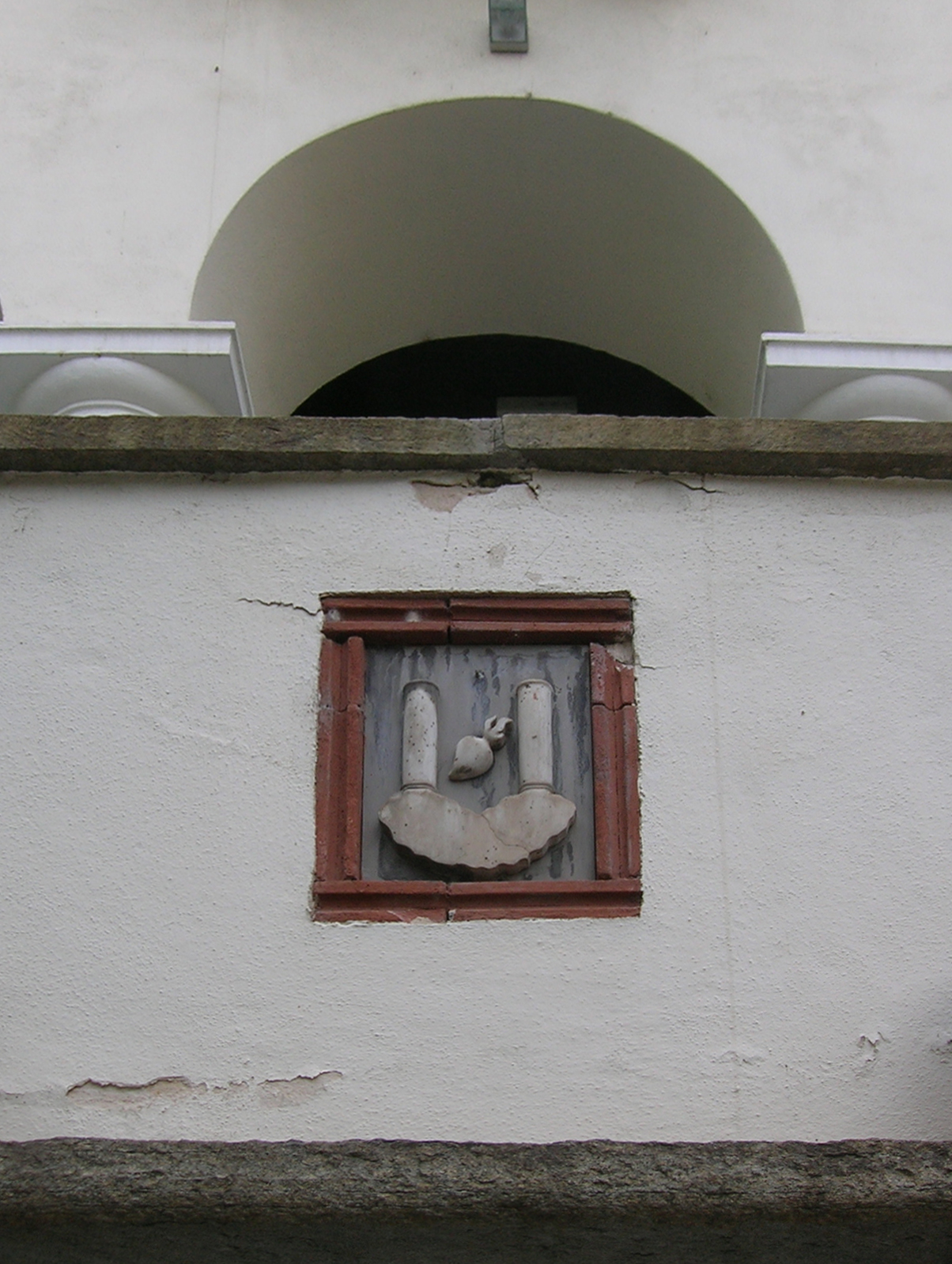
Détail de l'ordre du Grand-Saint-Bernard sur la façade d'entrée.

Une autre hypothèse explique son aspect par la contrainte à respecter la structure originale de la ferme des Visitandines.
Le chanoine Dominique Noussan dit à ce propos :

« Dans la tourelle centrale était la chapelle des sœurs Visitandines : le plafond était lambrissé, les chambres autour furent peintes par Barillier qui fut le propriétaire de Montfleury après elles et ce vers 1774 déjà (...) »

.
Joseph-Auguste Duc ajoute :

« On voit encore dans le fenil des traces des cellules destinées probablement aux sœurs tournières. »

Monseigneur Duc confirme aussi l'important remaniement voulu par Barillier en 1913.
En réalité, plusieurs autres édifices en Vallée d'Aoste rassemblent à cette villa, comme par exemple la chapelle du prieuré Saint-Jacquême à Saint-Pierre, reconstruite entre 1599 et 1701 et présentant entre autres un cadran solaire, tout comme à Montfleury.
Deux balcons sont présents, dont celui vers l'est en style rocaille porte les initiales de Claude-Michel Barillier.
Le double escalier à l'extérieur remonterait au XXe siècle, c'est-à-dire à l'époque des Perrod, en particulier entre 1953 et 1957, avant les travaux de restauration voulus par le chanoine Loye.

### L'intérieur
Quoique les artistes qui ont décoré les intérieurs de la maison Barillier soient à ce jour inconnus, à cette époque travaillait à Aoste le maitre entrepreneur en sculpture Albert Bertolli, déjà auteur des bas-reliefs néoclassiques du siège du diocèse d'Aoste. Bertolli fut appelé à Montfleury entre 1793 et 1794 pour rédiger l'inventaire du patrimoine familial des Barillier, et sans doute il s'occupa de décorer également la villa.
Le salon central de la villa coïnciderait avec l'ancienne chapelle des Visitandines.